# Monte Mugnana
Der Monte Mugnana ist ein 980 m s.l.m. hoher Berg  im östlichen Teil des ansonsten namenlosen Bergzuges südöstlich des Tales des Torrente Mangiola.
Weiter östlich auf dem Bergzug folgt Madonna del Monte, westlich Monte Carbone, beide oberhalb von Montereggio gelegen.